# Marrocos nos Jogos Olímpicos de Verão de 1972
O Marrocos participou dos Jogos Olímpicos de Verão de 1972, realizados em Munique, Alemanha Ocidental.

## Resultados por Evento

### Atletismo
800m masculino
- M'Hamad Amakdouf
  - Eliminatórias — não começou (→ não avançou)

1.500m masculino
- M'Hamad Amakdouf
  - Eliminatórias — 3:48.4 (→ não avançou)

5.000m masculino
- Jadour Haddou
  - Eliminatórias — não começou (→ não avançou)

### Boxe
Peso Mosca (– 51 kg)
- Ali Ouabbou
  - Primeira rodada — Bye
  - Segunda rodada — Perdeu para Chris Ius (CAN), 2:3

### Futebol

#### Competição Masculina
- Primeira Rodada (Grupo A)
  - Empatou com os Estados Unidos (0-0)
  - Perdeu para a Alemanha Ocidental (0-3)
  - Derrotou a Malásia (6-0)
- Segunda Rodada (Grupo 2)
  - Perdeu para a União Soviética(0-3)
  - Perdeu para a Dinamarca (1-3)
  - Perdeu para a Polônia (0-5) → não avançou, 8º lugar geral

- Elenco
  - Mohamed Hazzaz
  - Ahmed Belkorchi
  - Boujemaâ Benkhrif
  - Khalifa Elbakhti
  - Mohamed Elfilali
  - Ahmed Faras
  - Abdelmajid Hadry
  - Mohamed Hazzaz
  - Larbi Ihardane
  - Abdelfattah Jafri
  - Abdellah Lamrani
  - Mohamed Merzaq
  - Ahmed Tati Mohamed
  - Ghazouani Mouhoub
  - Ahmed Najah
  - Abdallah Tazi
  - Mustapha Yaghcha
  - Abdelali Zahraoui